# Frostius
Frostius is een geslacht van kikkers uit de familie padden (Bufonidae). De groep werd voor het eerst wetenschappelijk beschreven door David Cannatella in 1986. Het geslacht is vernoemd naar de herpetoloog Darrel Frost.
Lange tijd was het geslacht monotypisch en behoorde enkel Frostius pernambucensis tot dit geslacht. In 2007 werd de soort Frostius erythrophthalmus beschreven door de biologen Pimenta en Caramaschi waardoor er nu twee soorten zijn.
Beide soorten leven in tropische bossen en zijn endemisch in Brazilië.

## Soorten
- Soort Frostius erythrophthalmus
- Soort Frostius pernambucensis

Adenomus · 
Altiphrynoides · 
Amazophrynella · 
Anaxyrus · 
Ansonia · 
Atelopus · 
Barbarophryne · 
Blythophryne · 
Bufo · 
Bufoides · 
Bufotes · 
Capensibufo · 
Churamiti · 
Dendrophryniscus · 
Didynamipus · 
Duttaphrynus · 
Epidalea · 
Frostius · 
Ghatophryne · 
Incilius · 
Ingerophrynus · 
Laurentophryne · 
Leptophryne · 
Melanophryniscus · 
Mertensophryne · 
Metaphryniscus · 
Nannophryne · 
Nectophryne · 
Nectophrynoides · 
Nimbaphrynoides · 
Oreophrynella · 
Osornophryne · 
Parapelophryne · 
Pedostibes · 
Pelophryne · 
Peltophryne · 
Phrynoidis · 
Poyntonophrynus · 
Pseudobufo · 
Rentapia · 
Rhaebo · 
Rhinella · 
Sabahphrynus · 
Schismaderma · 
Sclerophrys · 
Strauchbufo · 
Truebella · 
Vandijkophrynus · 
Werneria · 
Wolterstorffina · 
Xanthophryne